# Omar Akbar
Omar Akbar (* 1948 in Kabul, Afghanistan) ist ein deutscher Stadtplaner und Urbanist. Er war Professor für Städtebau an der Hochschule Anhalt am Standort Dessau.

## Leben
Omar Akbar wuchs in Kabul auf. Seine Familie war dem deutschen Kulturkreis verbunden. 1960, nach dem Tod der Mutter, zog Omar Akbar mit seiner Familie nach Stuttgart, wo der Vater  promovierte und seine Söhne in Fellbach bei der Stiefmutter aufwuchsen. Nach einer Bauzeichnerlehre studierte Omar Akbar an der TU Berlin Architektur und Stadtplanung/Urbanistik. 1976 machte er sein Diplom als Stadtplaner mit einer Untersuchung über die Urbanisierung in Entwicklungsländern am Beispiel von Indien und  promovierte 1981 über die Strukturen islamischer Wohnviertel, vornehmlich in Teheran, Islamische Republik Iran. 1993 nahm Omar Akbar den Ruf als Professor für Städtebau der Hochschule Anhalt am neugegründeten Standort am Bauhaus Dessau an. Er lehrte zusätzlich Architekturtheorie. Von 1998 bis 2009 war er der Direktor der Stiftung Bauhaus Dessau. Von 2010 bis 2015 lehrte er wieder an der Hochschule Anhalt. Seit 2007 moderiert er die Reihe Stadtwelt-Weltstadt des internationalen literaturfestivals berlin. Omar Akbar lebt in Berlin.

## Behutsamer Stadterneuerer
Von 1981 bis 1982 war Omar Akbar Stadtplaner in Bagdad. Dort setzte er sich im Al-Karkh Projekt unter Leitung des irakischen Architekten Maath Alousi für eine behutsame Erneuerung der alten Stadtstrukturen ein. Von 1987 bis 1993 arbeitete er für die GTZ als Stadtplaner und Berater in Banjul, Sanaa und Assuan. Er beteiligte stets die Bewohner an den städtebaulichen Entwicklungsplanungen. Als Direktor der Stiftung Bauhaus Dessau bemühte sich Omar Akbar vergeblich um den Erhalt der Nachkriegsüberbauung der kriegszerstörten Direktorvilla der Meisterhaussiedlung des Bauhauses Dessau und führte die IBA Sachsen-Anhalt durch. Diese wurde 2010 von seinem Nachfolger Philipp Oswalt eröffnet.

## Narrativer Urbanist
Als Moderator des Internationalen Literaturfestivals Berlins bekennt sich Omar Akbar seit 2007 zu einem literarischen Erkunden von Großstädten und Metropolen in ihrer jeweils spezifischen Urbanität. Er behandelt in der Stadtwelt-Weltstadt das Narrativ 'Stadt' und führte Gespräche
- mit Natalja Klutscharova über Moskau,
- mit Filip Florian über Bukarest,
- mit György Dalos über Budapest,
- mit Aleksandar Hemon über Sarajevo,
- mit Alaa al-Aswani über Kairo,
- mit Youssef Ziedan über Alexandria,
- mit Samuel Shimon über Damaskus und Beirut,
- mit Helon Habila über Lagos,
- mit Ivan Vladislavić über Johannesburg,
- mit Norman J. Klein, D.J. Waldie und Wanda Coleman über Los Angeles,
- mit Joe Conzo über die Bronx, mit Meira Chand über Singapur,
- mit Pankaj Mishra über Mumbai,
- mit Atiq Rahimi über Kabul,
- über den mexikanisch-kalifornischen Grenzraum mit Steve Wasserman und Margarita Luna Pobles
- mit Max Dudler über Bibliotheksbauten
- mit Manfred Sundermann, dem er seit seiner Zeit in Bagdad verbunden ist, anlässlich dessen Abschieds von der Hochschule Anhalt  im Juni 2013, über das Querdenken als notwendige Voraussetzung prozesshaften Planens und Bauens.